# Tauberschwarz

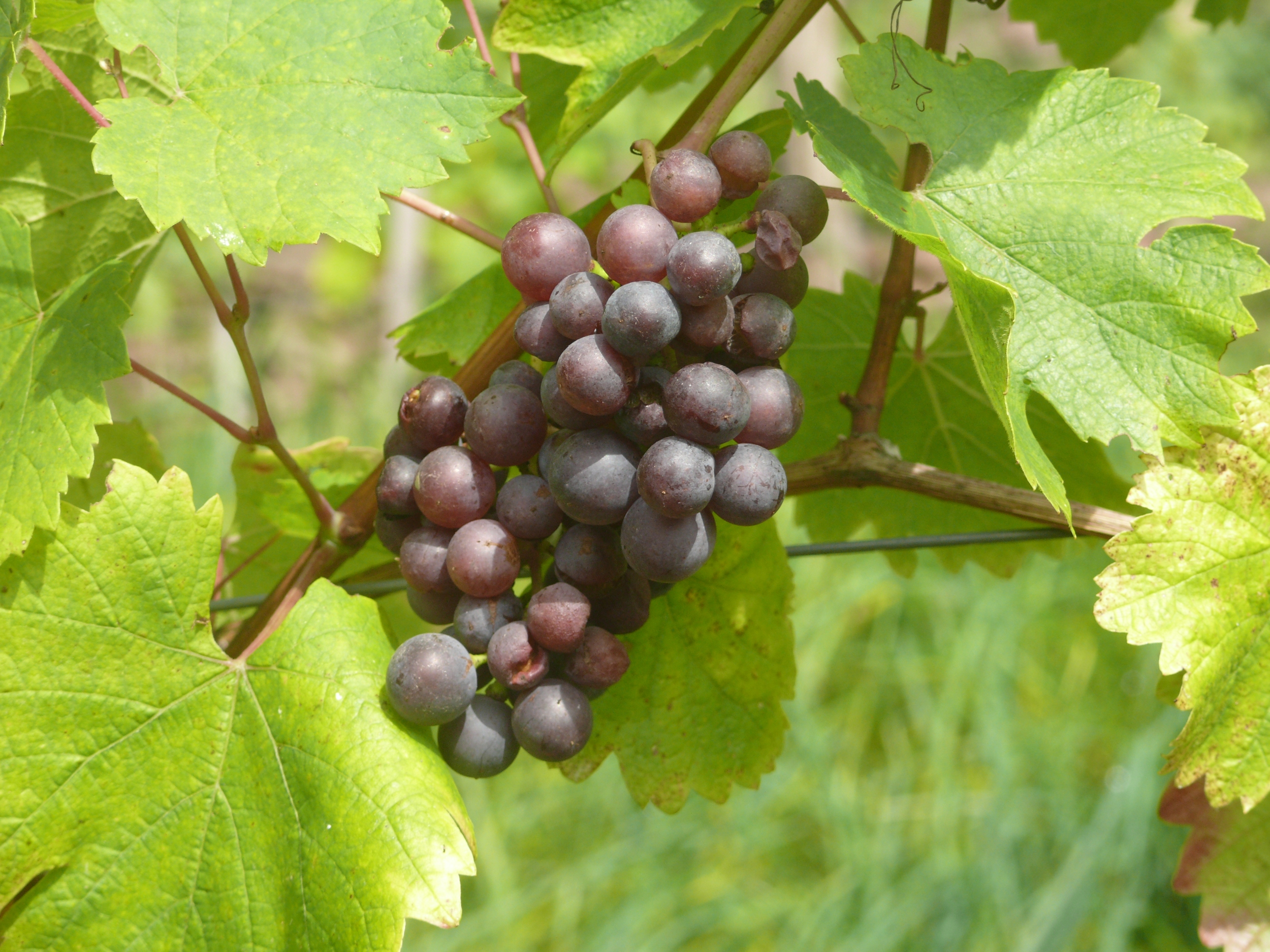
De druif Tauberschwarz

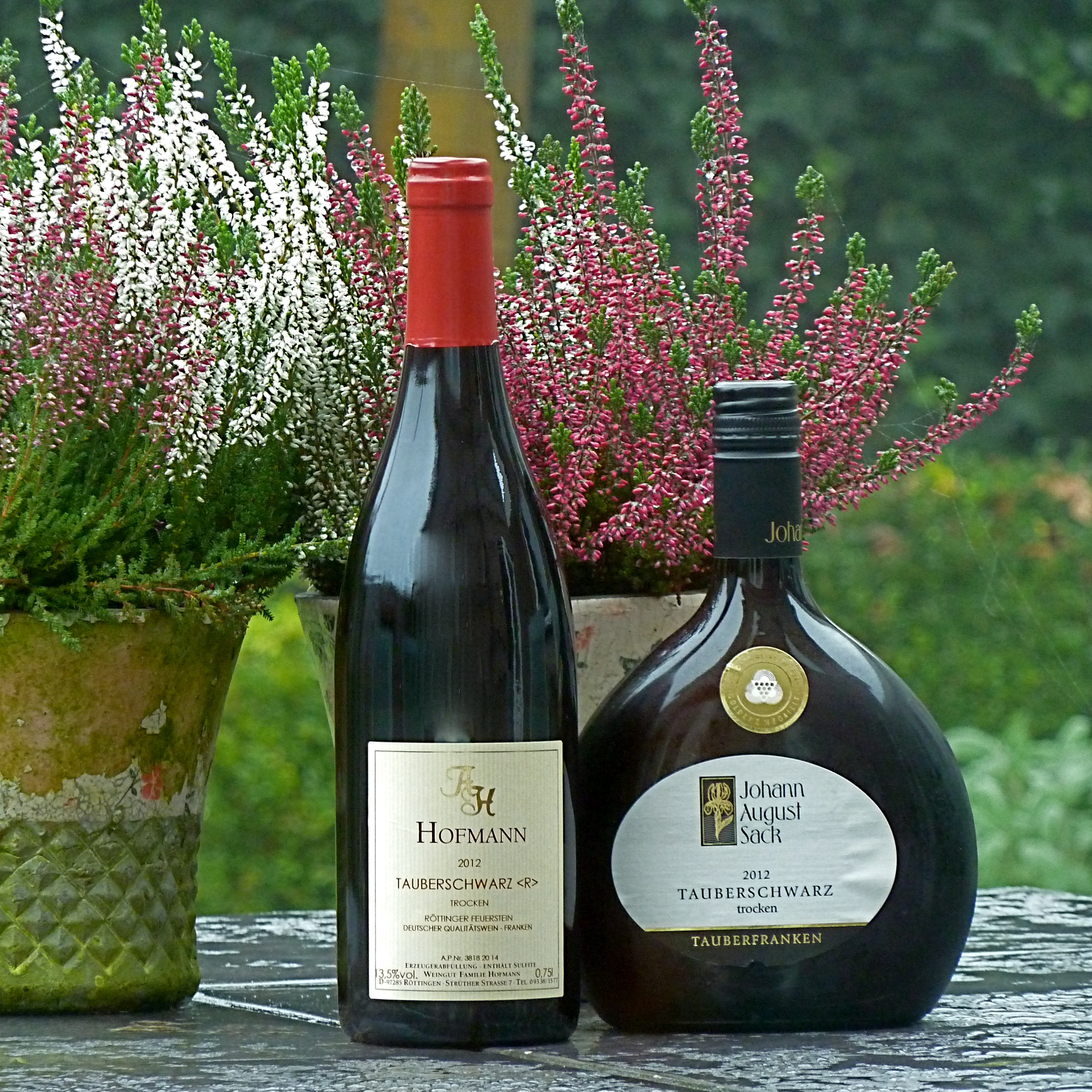
Twee flessen met de wijn Tauberschwarz. De linker is enige tijd gelagerd op eikenhout. De rechter is jong gebotteld in een Bocksbeutel.

Tauberschwarz is een inheemse blauwe druivensoort voor wijn uit de Duitse regio Tauberfanken, een wijnstreek in de regio Franken in het noorden van de wijnstreek Baden, Baden-Württemberg.
Het is een oud ras waarvan de oorsprong niet bekend is.
Van deze druif wordt lichte, fruitige lichtrode wijn gemaakt, maar in goede jaren diepgranaat-rode, gecompliceerde hoge kwaliteitswijn. De druif heeft een dunne schil en is gevoelig voor grauwe schimmel.
Als regionale druif is de Tauberschwarz door de Duitse Slow Food-beweging opgenomen als passagier op de “Ark van Smaak”.

## Geschiedenis
De Tauberschwarz werd voor het eerst genoemd in een decreet van het Prinsbisdom Würzburg in 1726. Midden 20e eeuw was deze druivensoort alleen nog te vinden in de wijngaarden van Laudenbach - in het dal van de Vorbach - en Weikersheim - in het dal van de Tauber.
Als onderdeel van de "Rebflurumlegungen" - een vernieuwingsprogramma van duivenvariëteiten in Duitsland in de jaren 50 - zijn de Tauberschwarz-wijnstokken gerooid. In 1959 werd de soort als uitgestorven beschouwd, tot men in een wijngaard in Ebertsbronn nog een restant van 400 exemplaren vond.
Het was begin jaren 60 dat het Staatliche Lehr- und Versuchsanstalt für Wein- und Obstbau Weinsberg (LVWO) - een onderwijs- en onderzoeksinstituut voor wijnbouw en fruitteelt in Weinsberg - zich inzette om deze druif als soort terug te winnen. De aanvraag tot inschrijving in de soortenlijst werd in 1987 gedaan. De registratie van de kloon "We 600" vond plaats in het voorjaar van 1994. Sinds oktober 1996 is de wijnstok toegelaten in het Regierungsbezirk Stuttgart in de regio Main-Tauber-Kreis en twee gemeenten in het district Hohenlohekreis.

## Aanplant
In 1986 was er in het Taubertal en Vorbachtal bij elkaar 1 hectare met Tauberschwarz beplant. In 2001 meldde het wijnbouwkadaster alweer 10 hectare.
Het oppervlak aan wijngaarden in de Duitse regio’s verdeelde zich in 2007 als volgt,
- Baden - 3 hectare
- Franken - 2 hectare
- Würtemberg - 9 hectare

## Synoniemen
De druif Tauberschwarz is ook bekend onder de naam Blaue Frankentraube, Blauer Hängling, Blaue Hartwegstraube, Grobrot, Häusler, Süßrot.
In Tsjechië Karmazyn en in Kroatië Viesanka.